# Cloto
Cloto (en grec antic Κλωθώ 'Clotho') va ser una de les Moires, filles de Nix, la Nit, segons Hesíode, i pertanyien a la primera generació divina, encara que hi ha altres genealogies, una de les quals les fa filles de Zeus i de Temis i, per tant, germanes de les Hores, i una altra deia que eren filles d'Anance, la Necessitat. Cloto seia al davant de la filosa i s'encarregava de filar les vides humanes.